# Eduard von Bonin
Eduard von Bonin (Słupsk, 7 de março de 1793 — Coblença, 13 de março de 1865) foi general e ministro da guerra da Prússia.

## Vida

### Origem
Eduard era filho do posterior tenente-general prussiano Ernst Friedrich Otto von Bonin (1761–1822) e de sua esposa Sophie, nascida von Podewils na casa de Lupow (1772–1828). Seu irmão mais novo, Otto von Bonin (1795–1862), também se tornou tenente-general.

### Carreira militar
Em 1806, Bonin juntou-se ao regimento do duque de Braunschweig-Oels e participou da campanha na Saxônia e da retirada de Blücher para Lübeck, onde foi capturado. Libertado com sua palavra de honra, ele voltou para sua cidade-guarnição de Prenzlau e frequentou a escola primária lá.
Em agosto de 1809, ele ingressou no 1º Regimento de Guardas a pé como alferes e em julho de 1810 tornou-se segundo-tenente. Bonin participou das batalhas em Großgörschen, Bautzen e Leipzig como ajudante na Brigada da Guarda durante a campanha em 1813/14. Por suas realizações na Batalha de Paris, Bonin recebeu a Cruz de Ferro de Primeira Classe e a Ordem Russa de Santa Ana II. Em 1817 ele se tornou capitão, em 1829 um major do Kaiser Alexander Garde-Grenadier-Regiment Nr. 1. Em 14 de dezembro de 1841 foi promovido a comandante do regimento e em 7 de abril de 1842 tornou-se coronel. A partir de 9 de março de 1848, Bonin comandou a 16ª Brigada de Infantaria.
Na campanha de Eslésvico-Holsácia, ele assumiu o comando da brigada prussiana em 26 de março de 1848 e trabalhou em sua chefia com distinção nas batalhas perto de Schleswig e Düppel. Por isso, ele foi premiado com Pour le Mérite. Após o armistício Malmö foi concluído, Bonin foi nomeado comandante-em-chefe do Exército da Eslésvico-Holsácia – foi criado na época do levante contra a Dinamarca –, que reorganizou e foi consideravelmente reforçado no inverno de 1848–1849. À frente do mesmo, ele lutou vitoriosamente em 20 e 22 de abril de 1849 em Kolding, mas foi repelido em 6 de julho. Após o segundo armistício entre a Prússia e a Dinamarca, ele renunciou ao comando em abril de 1850 e voltou ao exército prussiano.
Ele se tornou o comandante de Berlim, recebeu o comando supremo da 16ª divisão em Trier e foi nomeado tenente-general e ministro da Guerra em março de 1852. Como tal, ele se esforçou para introduzir uma maior mobilidade tática para a infantaria, deu à cavalaria uma organização mais vantajosa e implementou armamento melhorado da infantaria.
Em 1854, ele renunciou porque tentou libertar a política prussiana da influência russa durante a Guerra da Crimeia, recebeu o comando da 12ª Divisão em Neisse e tornou-se vice-governador da fortaleza de Mainz em 20 de março de 1856. Em 1858, ele foi novamente confiadas com o Ministério da Guerra pelo Príncipe Regente, mas em dezembro de 1859 foi demitido devido a diferenças de opinião na reorganização do exército e nomeado comandante geral do VIII Armee-Korps em Koblenz. Ele também foi nomeado chefe do 28o. Infanterieregiments (era uma força de infantaria que se juntou ao exército prussiano). Ele morreu enquanto exercia seu serviço em 13 de março de 1865 em Koblenz.

### Família
Bonin foi casado com Sophie Mathilde Dequer de Jouy (1800–1869). O casamento teve sete filhos:
- Marie (1822–1862);
- Wilhelm (1824–1885), tenente-general prussiano;
- Karoline (1826–1896), casou-se em 15 de julho de 1855 Wilhelm Georg von Warburg (1820–1885);
- Emma (1828–1831);
- Anna (1831–1896), casou-se em 28 de dezembro de 1858 com Johann Aristachi-Bey († 1897), 1860/76 embaixador turco em Berlim;
- Rosalie (* 1834), cônega;
- Arthur (1846–1886), major da Prússia, casou-se em 4 de abril de 1872 Meta von Hahn (* 1852) de Spirgen, Courland.

## Trabalhos
- Recursos básicos para combate disperso. Verlag Mittler, Berlin 1839. Digitalizado